# Нови Рихнов
Нови Рихнов (чеш. Nový Rychnov) је насељено мјесто са административним статусом варошице (чеш. městys) у округу Пелхримов, у крају Височина, Чешка Република.

## Становништво
Према подацима о броју становника из 2014. године насеље је имало 1.044 становника.